# سوکارینام

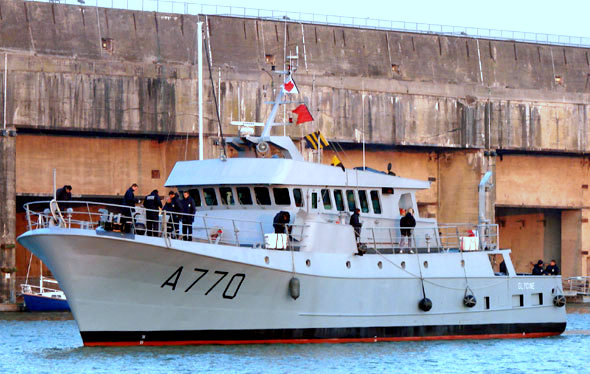
محصول شرکت کشتی‌سازی فرانسوی

سوکارینام (فرانسوی: SOCARENAM‎) شرکت کشتی‌سازی فرانسوی است، که در سال ۱۹۶۱ تأسیس شد.